# Kahana
Kahana er den fragtbåd, der ankommer til Øen i tv-serien Lost for at dræbe Ben Linus. 

## Kahana-holdet

### Lapidus
Lapidus var pilot på den ene af de helikopterer der var på Kahana. Han var på forskerholdet på Kahana.
- Status: I live på øen.

### Faraday
Faraday studerede i tidsrejser. Han var på forskerholdet på Kahana. 
- Status: Død.

### Keamy
Keamy var lejesoldat. Keamy var på soldatholdet på Kahana.
- Statud: Død

### Jeff
Jeff var mekaniker på Kahana. 
- Status: Død

### Charlotte
Charlotte var forsker. Hun var på forskerholdet på Kahana.
- Status: Død

### Omar
Omar var lejesoldat. Han var på soldatholdet.
- Status: Død

### Regina
Regina var kommunikationsansvarlig på Kahana.
- Status: Død

### Naomi
Naomi var forsker. Hun var på forskerholdet.
- Statud: Død

### Miles
Miles var synsk og kune tale med døde. Han var på forskerholdet.
- Status: I live på øen

### Minkowski
Minkowski var kommunikationsansvarlig på Kahana.
- Status: Død

### Ray
Ray var læge på Kahana. Han var på soldatholdet.
- Status: Død

### Gault
Gault var kaptajn på Kahana.
- Status: Død

### Kevin/Michael
Kevin/Michael var mekaniker på Kahana.
- Status: Død

Et ukendt antal Kahana-arbejdere var også på Kahana.

## Gæster på Kahana

### Desmond
Desmond var på Kahana for at finde hans kæreste.
- Status: I live fra øen.

### Sayid Jarrah
Sayid var på Kahana for at komme væk fra Øen.
- Status: I live på øen.

### Jin
Jin var på Kahana for at blive reddet.
- Status: I live på øen

### Sun
Sun var på Kahana for at blive reddet.
- Status: I live på øen.

Et ukendt antal Oceanic Flight 815-passagere var også på Kahana for at blive reddet.